# كاسندريا
كاسندريا (باليونانية: Κασσάνδρεια، قبل 1955: Βάλτα - Valta، [1] بمعنى "مدينة في المستنقعات") هي مدينة في خالكيذيكي , شمال اليونان . وهي مقر بلدية كاساندرا , في وسط شبه الجزيرة . هي لا تمتلك جاذبية سياحية ولكنها تعج بالحياة في فصل الشتاء . هي معروفة في اليونان لكونها أصغر بلدة لديها فريق كرة قدم يلعب في دورى الدرجة الثانية اليونانى (نجح في الحصول على المركز الرابع ) , وللديون المرتفعة التي كانت فيها البلدية في بداية القرن الواحد والعشرين